# Be my Valentine! (Anti-Crisis Girl)
Be My Valentine! (Anti-Crisis Girl) är en sång skriven av Svetlana Loboda och Yevgeny Matyushenko.
Låten var Svetlana Lobodas och Ukrainas bidrag i Eurovision Song Contest 2009 i Moskva, Ryssland. Bidraget slutade där på en 12:e plats med totalt 76 poäng i finalen den 16 maj.
Be My Valentine! (Anti-Crisis Girl) finns även inspelad i en rysk version, då är titeln Парень, Ты НиЧё! (Paren, Ti NiCHo).

## Listplaceringar
| Land (2009)    | Topp placering |
| -------------- | -------------- |
| Grekland       | 9              |
| Ryssland       | 114            |
| Sverige        | 46             |
| Ukraina        | 1              |
| Storbritannien | 167            |